# Maletverschwörung
Die Malet-Verschwörung war 1812 ein Staatsstreichversuch zum Sturz Napoleons. Am 23. Oktober unternahmen General Claude-François de Malet und seine Mitverschwörer den Versuch, Napoleon zu stürzen. Sie streuten das Gerücht, Napoleon sei während des Russlandfeldzugs gefallen, und wollten mithilfe eines gefälschten Senatsbeschlusses eine provisorische Regierung etablieren.

## Vorgeschichte
Claude-François de Malet begann seine militärische Laufbahn 1771 und wurde ein überzeugter Anhänger der Revolution und der Republik. Bereits zur Zeit des Konsulats hatte er bei der Volksabstimmung im Jahr 1802 gegen Napoleons Ernennung zum Konsul auf Lebenszeit gestimmt; ebenso war er ein Gegner des Empire. 1805 erfolgte eine kurze Beurlaubung vom Militärdienst, jedoch wurde er noch im selben Jahr in Italien eingesetzt, wo er etwas später die Kommandantur in Pavia und danach in Rom bekleidete. Dort in Veruntreuungen verwickelt, wurde er 1807 letztendlich auch wegen seiner republikanischen Gesinnung suspendiert, im Pariser Gefängnis La Force inhaftiert, Ende Mai 1808 wieder entlassen und in den Ruhestand versetzt.
In Paris versammelte er eine kleine Gruppe Oppositioneller um sich, mit denen er einen Staatsstreich vorbereitete. Als Napoleon im Mai 1808 nach Bayonne abreiste, planten sie einen falschen Beschluss des Senats zu verbreiten, welcher Napoleon zum Gesetzeslosen erklären und ihn durch ein neunköpfiges Direktorium ersetzen sollte. Die Verschwörung wurde jedoch entdeckt, bevor sie überhaupt ausgeführt werden konnte, sodass Malet und die Hauptverschwörer verhaftet wurden. Malet profitierte von der Ablösung des Polizeiministers Joseph Fouché, der 1810 durch Anne-Jean-Marie-René Savary ersetzt wurde, da der neue Minister ihn in die Nervenheilanstalt von Doktor Dubuisson im Osten von Paris schaffen ließ, wo Malet im engen Austausch mit Oppositionellen stand.

## Beteiligte

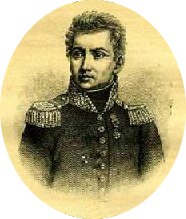
Claude-François de Malet

Entgegen der napoleonischen Propaganda, die Malet nach dem gescheiterten Staatsstreich 1812 als einen isolierten Verschwörer darstellte, befand sich Malet inmitten eines Netzes von Royalisten, Anhängern der Republik und oppositionellen Militärs. Innerhalb der napoleonischen Armee bewahrten sich zahlreiche Soldaten und Offiziere ihre nostalgischen Erinnerungen an die Revolution und die Republik und waren dementsprechend bereit, gegen das Empire zu putschen. Malet stand in Verbindung mit diesen Kreisen, besonders mit der 1797 von Charles Nodier gegründeten „Société des Philadelphes“. Allerdings lässt sich der genaue Einfluss dieses Geheimbundes nicht rekonstruieren. Des Weiteren hatte Malet sowohl während seiner Haft als auch später im Haus von Dubuisson Kontakt mit der royalistischen Opposition. Seit 1810 hielten sich die Brüder Armand und Jules de Polignac, die bereits an der Cadoudal-Verschwörung 1804 beteiligt gewesen waren, ebenfalls im Haus von Dubuisson auf. Beide hatten wiederum Verbindungen zu den Brüdern Bénigne und Ferdinand de Bertier, die 1810 den Geheimbund Chevaliers de la Foi gegründet hatten. Die „Chevaliers de la Foi“ waren ein royalistischer Geheimbund mit dem Ziel, die bourbonische Herrschaft wiederherzustellen. Die Erinnerungen von Ferdinand de Bertier lassen weder einen Zweifel über die royalistisch-republikanische Allianz zum Sturz Napoleons noch über die Beteiligung der royalistischen Partei am Staatsstreich Malets.
Weiterhin befand sich im Haus von Dubuisson noch Abbé Jean-Baptiste Lafon (1766–1836), der sich 1809 an der Verbreitung der Exkommunikationsbulle gegen Napoleon beteiligt hatte. Einzig sein Name blieb mit der Malet-Verschwörung verknüpft und in Erinnerung, da ihm als einzigem neben Abbé Cajamano die Flucht gelang und er daher 1814 die „Histoire de la Conspiration de Malet“ veröffentlichen konnte. Dank der relativen Besuchsfreiheit in der Nervenheilanstalt blieb Malet in Kontakt zu seiner Frau, die ebenfalls eine treibende Kraft während der Vorbereitung des Staatsstreiches war. Abbé Lafon konnte aufgrund dieser Freiheit in Verbindung mit dem spanischen Abbé Cajamano treten, der in Paris unauffällig eine Unterkunft für die Verschwörer suchen sollte.
Des Weiteren waren Korporal Rateau und der Jurist Boutreux an der Verschwörung beteiligt. Alexandre-André Boutreux lernte während seines Studiums Abbé Lafon kennen und traf diesen in der Nervenheilanstalt von Dubuisson wieder. Dort wurde er auch General Malet vorgestellt, der einen starken Einfluss auf Boutreux ausübte. Malet bewegte sich zwar im Umkreis royalistischer, republikanischer und militärischer Opposition gegen Napoleon, die ihn auch bei der Vorbereitung des Staatsstreiches unterstützten, jedoch wurde der Staatsstreich selbst von nur insgesamt fünf Männern in Gang gesetzt: Malet, Abbé Lafon, Abbé Cajamano, Rateau und Boutreux.

## Verlauf

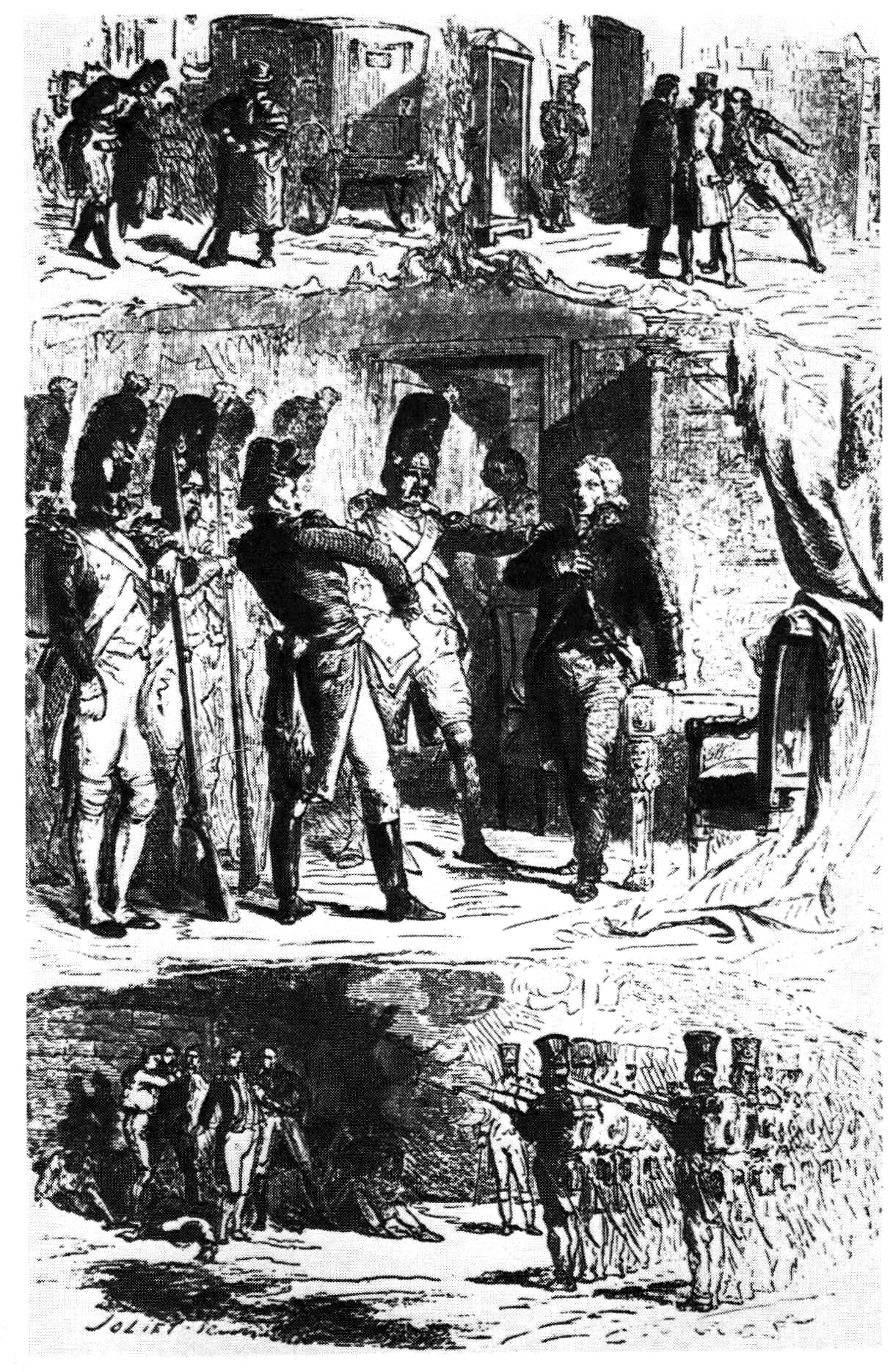
Verlauf der Malet-Verschwörung 1812

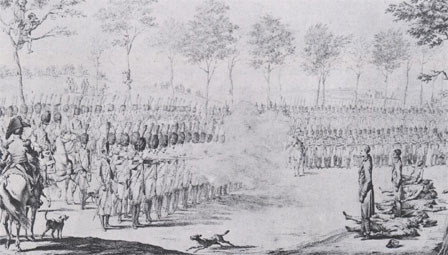
Hinrichtung Malets

Der Staatsstreich sollte nach Bekanntgabe von Napoleons Tod mit einem gefälschten Beschluss des Senats, der eine provisorische Regierung proklamierte, vollzogen werden. Besonders der Senatsbeschluss offenbarte die genaue Kenntnis Malets der öffentlichen Meinung in Frankreich: In diesem wurden der Frieden mit dem Ausland, die Beendigung des Konfliktes mit Spanien sowie die Gewährung der Unabhängigkeit Italiens und Hollands versprochen. Des Weiteren sah der Beschluss die Aussöhnung mit dem Papst vor. Die hohen Würdenträger des Empires wurden durch den Senatsbeschluss abgesetzt. Jedoch wurde gleichzeitig, um die Unterstützung der Armee nicht zu verlieren, die Ehrenlegion beibehalten. Die Besetzung der provisorischen Regierung spiegelte die unterschiedlichen Strömungen der Opposition gegen Napoleon wider: General Moreau sollte Präsident werden, Lazare Carnot Vizepräsident. Auf der Liste der provisorischen Regierung erschienen weiterhin General Augereau und diverse Senatoren, die der Gruppe der „Idéologues“ zuzuordnen waren, wie Destutt de Tracy, Garat und Volney.
Am Abend des 22. Oktober entkamen Malet und Abbé Lafon aus der Nervenheilanstalt und fanden sich – wie auch Rateau und Boutreux – in der von Cajamano versorgten Unterkunft im Marais ein. In den frühen Morgenstunden des 23. Oktobers begaben sich Malet, Rateau und Boutreux in die Kaserne von Popincourt und teilten dort dem Kommandanten der Garde municipale de Paris, Colonel Soulier mit, dass Napoleon in Russland gefallen sei und dass sie zur Durchsetzung des Senatsbeschlusses Truppen benötigten. Diese wurden den Verschwörern auch gewährt. Weiterhin befreite Malet die Generäle Emmanuel-Maximilien-Joseph Guidal und Victor-Claude-Alexandre Fanneau de Lahorie aus dem Gefängnis La Force in Paris. Guidal war am 21. Januar 1812 in Marseille verhaftet und ins Pariser Gefängnis La Force gebracht worden, da er seit 1810 mit dem englischen Mittelmeer-Geschwader in Kontakt gestanden hatte. Lahorie hatte Frankreich im Zuge des Prozesses gegen Moreau 1804 verlassen, war 1808 aus dem Exil zurückgekehrt und 1810 verhaftet worden. Malet ließ ihn befreien, da er als enger Vertrauter Moreaus galt. Die zwei Generäle sollten das Polizeiministerium und die Polizeipräfektur unter ihre Kontrolle bringen: Sowohl der Polizeiminister Savary als auch der Polizeipräfekt Étienne-Denis Pasquier wurden im Schlaf überrascht und ins Gefängnis La Force gebracht. Der Präfekt des Departements Seine Frochot entging der Verhaftung, da man hoffte, ihn auf die Seite der Verschwörer ziehen zu können. Währenddessen begab sich Malet zu Colonel Rabbe, dem Kommandanten des ersten Regiments der Kaiserlichen Garde, der sich ebenfalls von Malet überzeugen ließ und daraufhin alle Ausgänge von Paris blockierte. In den ersten Stunden des Staatsstreiches kontrollierten Malet und seine Mitverschwörer somit die Zugänge nach Paris, das Polizeiministerium, die Polizeipräfektur und die Präfektur des Departements Seine.
Beim Versuch, den Kommandanten von Paris, General Pierre Augustin Hullin, vom Tod Napoleons und der Errichtung der provisorischen Regierung zu überzeugen, wurde Malet von einem Offizier Hullins erkannt und konnte überwältigt werden, sodass der Staatsstreich gegen neun Uhr scheiterte. Wenige Stunden später konnten alle Verschwörer – mit Ausnahme der Abbés Lafon und Cajamanos – gefasst werden. Am 27. Oktober wurden die drei Hauptverschwörer Malet, Rateau und Boutreux, die Generäle Guidal und Lahorie, Colonel Soulier sowie ein Dutzend weitere Offiziere, die den Befehlen Malets ohne Überprüfung Folge geleistet hatten, vor einer Militärkommission angeklagt. Zwölf von ihnen wurden am 29. Oktober 1812 füsiliert. Einzig Rateau und Rabbe blieben dank des Schutzes durch ihre Familien verschont.

## Nachwirkungen
Napoleon, der am 19. Oktober Moskau verlassen hatte und sich auf dem Rückmarsch befand, erfuhr von diesem Staatsstreich am 6. November. Er nahm die Nachricht mit großer Wut auf, da drei der höchsten Vertreter des Staates überrascht und gefangengesetzt worden waren und ein vierter, Cambacérès, durch seine Abwesenheit glänzte. Mehrere Offiziere ließen sich von den Befehlen Malets überzeugen. Zudem wurde die Nachricht von Napoleons Tod nicht bezweifelt. Schwerer wog allerdings, dass dieser Staatsstreich die Schwäche der napoleonischen Erbmonarchie aufdeckte: Von niemandem wurde Napoleons Sohn Napoleon II., der proklamierte König von Rom, zum Nachfolger ausgerufen. Des Weiteren zeigte das Komplott deutlich, dass eine nicht vollständig zu unterdrückende Opposition im Empire existierte, die zudem bei einem Teil der öffentlichen Meinung im Kaiserreich Sympathie genoss. Weiterhin wurden Repräsentanten des Empires mit Hohn und Spott bedacht. So wurde beispielsweise der Polizeiminister Savary als „Herzog von La Force“ bezeichnet. Die Nachwirkungen des Staatsstreiches in den Departements konnten schnell unterdrückt werden. Da nur wenig aufrührerische Unruhen in den Provinzen im Zuge des Staatsstreiches registriert wurden, stellte man die Ordnung rasch wieder her.